# أبوت وكوستيلو يلتقيان فرانكنشتاين
أبوت وكوستيلو يلتقيان بفرانكشتاين (بالإنجليزية: Abbott and Costello Meet Frankenstein)‏ هو فيلم أبيض وأسود رعب كوميدي أمريكي صدر عام 1948 من إخراج تشارلز بارتون، بطولة باد أبوت ولو كوستيلو، بيلا لوغوسي، لينور أوبيرت تدور أحداث الفيلم حول الكونت دراكولا، الذي يتعاون مع الدكتورة ساندرا مورناي من أجل العثور على دماغ لإعادة تنشيط وحش فرانكنشتاين، ويجدان أن ويلبر جراي هو المرشح المثالي.
تم إنتاج الفيلم وسط مخاوف من الثنائي باد أبوت ولو كوستيلو اللذين لم يعجبهما كثيراً سيناريو الفيلم، هذا الأمر سبب صعوبات واجهها المخرج تشارلز بارتون أثناء إنتاج الفيلم، حيث شهدت غالبا غياب أبوت وكوستيل عن المجموعة، بالرغم من ذلك حقق الفيلم نجاحًا في شباك التذاكر وأصبح أحد أفضل أفلام يونيفرسال لهذا العام. تلا ذلك العديد من الأفلام اللاحقة التي تضمنت لقاء أبوت وكوستيلو بممثلين ووحوش أفلام رعب أخرى. حظي الفيلم باستقبال جيد من قبل النقاد عند صدوره، بعد ثلاث وخمسين عاماً وبالتحديد في عام 2001 اعتبرت مكتبة الكونجرس الأمريكية الفيلم "مهمًا ثقافيًا أو تاريخيًا أو جماليًا" واختارته للحفظ في السجل الوطني للأفلام؛ كما احتل المرتبة 56 في قائمة المعهد الأمريكي للفيلم لأكثر 100 فيلم أمريكي مضحك.

## طاقم التمثيل
- باد أبوت بدور تشيك يونغ
- لو كوستيلو بدور ويلبر غراي
- لون تشاني جونيور بدور لورانس تالبوت / الرجل الذئب
- بيلا لوجوسي بدور دراكولا / دكتور ليجوس
- جلين سترينج بدور الوحش
- لينور أوبيرت بدور ساندرا مورناي
- جين راندولف بدور جوان رايموند
- فرانك فيرجسون بدور السيد ماكدوجال
- تشارلز برادستريت بدور دكتور ستيفنز
- فينسنت برايس بدور صوت الرجل الخفي (غير مذكور)

## روابط خارجية
- أبوت وكوستيلو يلتقيان فرانكنشتاين  في قاعدة بيانات الأفلام على الإنترنت (بالإنجليزية)
- أبوت وكوستيلو يلتقيان فرانكنشتاين على موقع أول موفي.
- أبوت وكوستيلو يلتقيان فرانكنشتاين في قاعدة بيانات تيرنر كلاسيك موفيز للأفلام.
- أبوت وكوستيلو يلتقيان فرانكنشتاين على فهرس معهد الفيلم الأمريكي
- وكوستيلو يلتقيان فرانكنشتاين/ Abbott and Costello Meet Frankenstein في روتن توميتوز.